# Neuer Bau (Ulm)

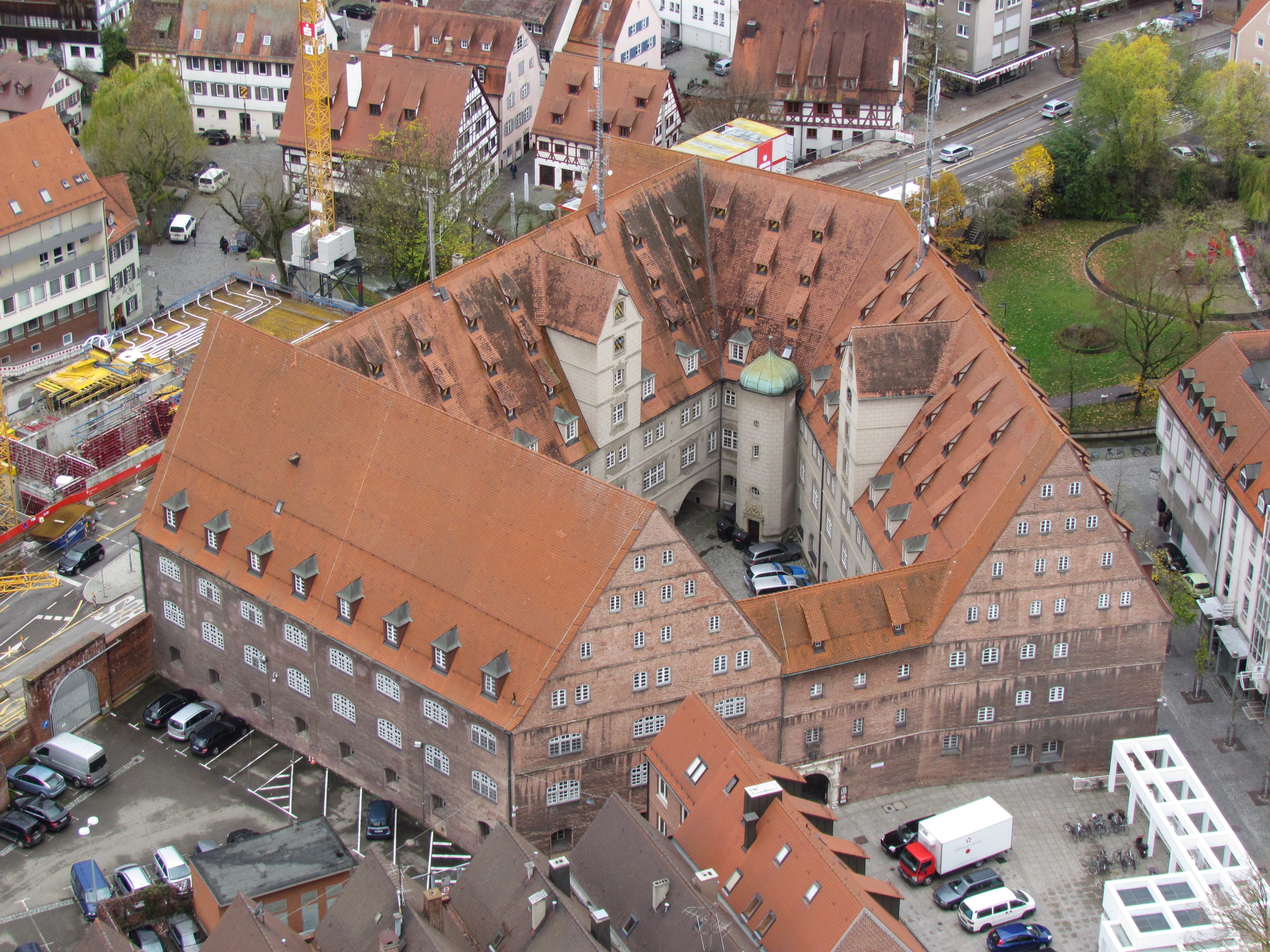
Blick vom Turm des Ulmer Münsters

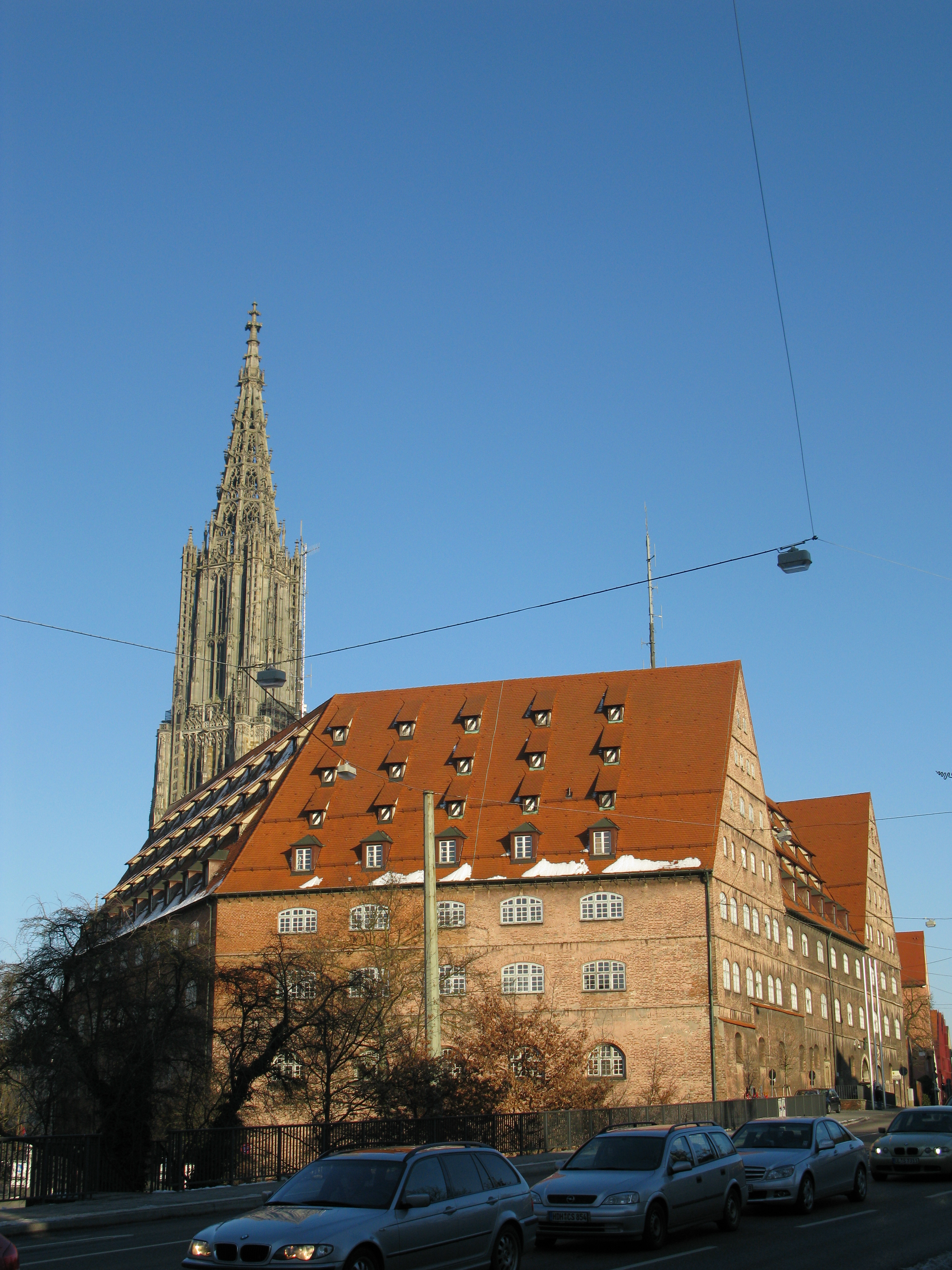
Neuer Bau, von Westen

Der sogenannte Neue Bau in Ulm wurde Ende des 16. Jahrhunderts ursprünglich als Lagerhaus errichtet. Heute ist das 1924 durch einen Großbrand weitgehend zerstörte sowie im Zweiten Weltkrieg erneut erheblich beschädigte Renaissancegebäude Sitz des Polizeipräsidiums Ulm.

## Architektur und Nutzungsgeschichte
Der in der Ulmer Altstadt liegende Neue Bau entstand 1584 bis 1593 hauptsächlich als städtisches Lagerhaus unter anderem für Getreide, anstelle von Vorgängerbauten, darunter der Strölinhof, benannt nach einer Patrizierfamilie der Stadt (in einem Teil des Strölinhofes wohnten auch die Herrscher des Reiches, wenn sie Ulm besuchten). Das Areal des Neuen Baus (Grundfläche etwa 2.700 m²) liegt an der Nordecke der früheren Pfalz, dem Kern, aus dem sich Ulm entwickelte.
Die vorrangige Zweckbestimmung des Neuen Baus als Getreidelager – er besaß jedoch auch repräsentative Räume – lassen mehrere Reihen von der Belüftung dienenden Gaubenfenstern erkennen. In den gewölbten unteren Räumen wurde u. a. Salz und Wein gelagert. Die ursprünglich nur temporäre Bezeichnung „Neuer Bau“ für das Gebäude, das während der Erbauung auch als „eines Ehrsamen Rats Neuerbau“ bezeichnet wurde, blieb dauerhaft als Eigenname erhalten. Das im Grundriss unregelmäßig fünfeckige Bauwerk aus Sichtbackstein besitzt einen Innenhof (Wände dort mit aufgemalter Quaderung, ursprünglich trugen auch die Außenseiten Quaderputz) und zwei gegen Nord bzw. Süd gerichtete Giebel. In der Südwestecke des Innenhofes befindet sich ein Treppenturm, in der Platzmitte der 1591 von Claus Bauhofer geschaffene Hildegard-Brunnen. Die Brunnensäule mit Statue der Hildegard – Frau Karls des Großen und dem alemannischen Herzogshaus entstammend, zu dem Ulm vermutlich gehörte – sollte wahrscheinlich an die frühere Nutzung des Areals als Königs- oder Kaiserhof erinnern (heute eine Kopie von 1912).

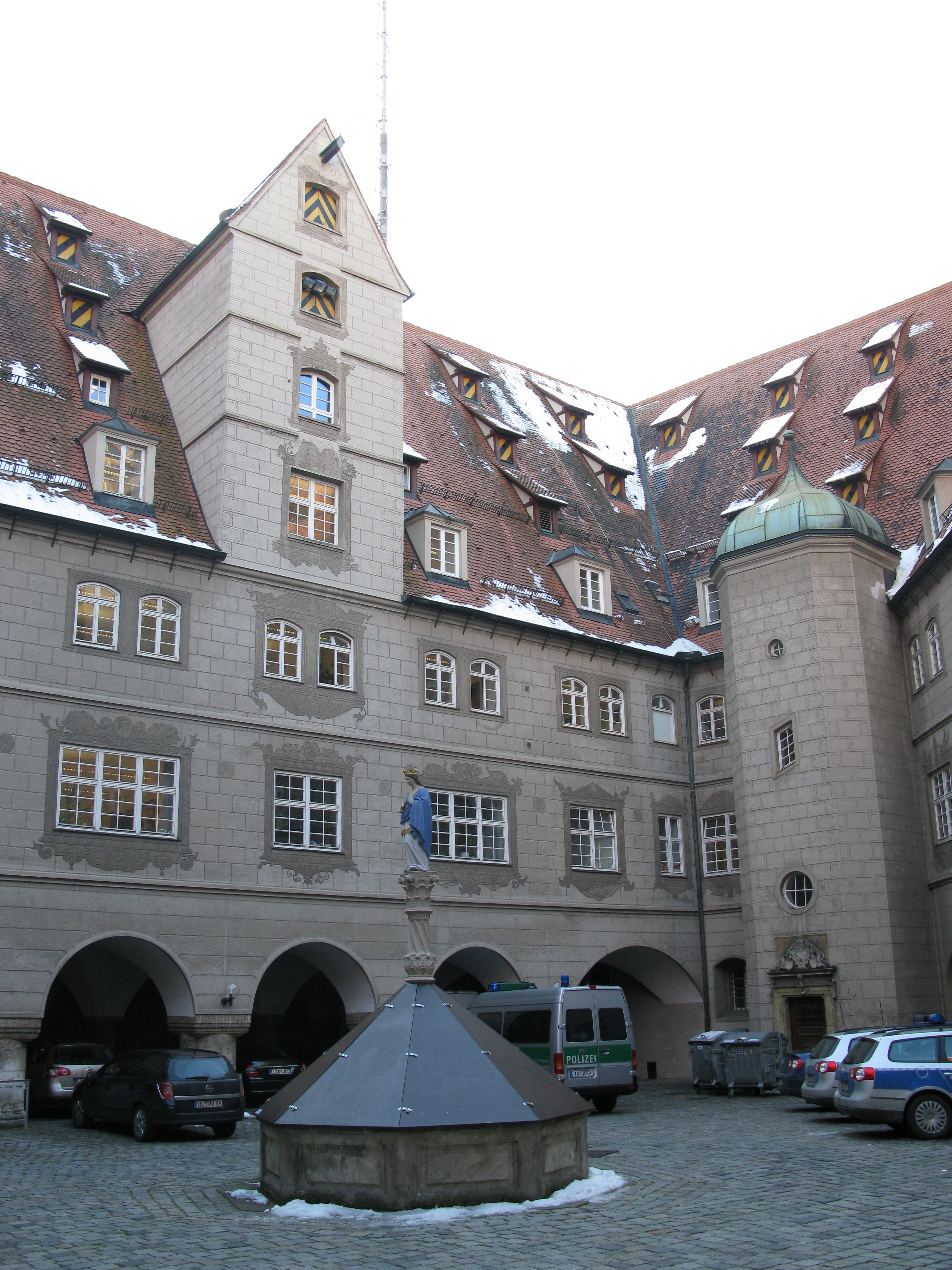
Neuer Bau, Innenhof mit Treppenturm und Hildegard-Brunnen

Seit 1648 war Ulm Tagungsort des Schwäbischen Reichskreises. Solange die Kreisdeputierten im Ulmer Rathaus tagten, wichen die Ratsmitglieder in den Neuen Bau aus, der auch einen prunkvollen holzgetäfelten Renaissanceraum enthielt (der den Großbrand 1924 zwar überstand, jedoch beim Wiederaufbau verändert wurde). Teile des Gebäudes wurden zeitweilig als Gefängnis und Registratur genutzt. Im 900 m² großen Innenhof fanden außerdem Bären- und Stierhatzen sowie Zirkusvorführungen statt.
Ab 1802, nach Ende der Reichsstadtzeit, tagte der Ulmer Rat wiederum zeitweilig im Neuen Bau, außerdem zog dort das Kameralamt ein, später auch das kgl. Hauptzollamt und weitere Behörden, der alte Kornspeicher diente nun militärischen Zwecken.
Am 19. Februar 1924 zerstörte ein Großbrand wesentliche Teile des Gebäudes, das 1927 mit vergrößerten Fenstern wiederhergestellt wurde. Danach zog die Württembergische Polizeidirektion in den Neuen Bau ein, seit 1938 als Alleinnutzer. Während der Zeit des Nationalsozialismus residierte hier auch eine Gestapo-Dienststelle. Sie wurde im Herbst 1933 als „Außenhauptstelle“ der Württembergischen Politischen Polizei – der späteren Gestapo – errichtet und bildete mit etwa 15 Beamten und Angestellten die größte Außenstelle der Stapoleitstelle Stuttgart. 1944 kam es durch einen Bombenangriff erneut zu schweren Schäden insbesondere im Dachbereich. Nach dem Zweiten Weltkrieg zogen zunächst wieder verschiedene Ämter ein, später wurde der Neue Bau erneut Sitz der Polizeidirektion. Seit 1. Januar 2014 ist er Sitz des Polizeipräsidiums Ulm.